# Romain Filstroff
Romain Filstroff, dit Monté, est un vidéaste français né le 30 novembre 1991 à Chaumont en France. Il est principalement connu pour ses travaux de vulgarisation en linguistique, d'abord sur son blog puis sur YouTube, où il crée en 2015 la chaîne « Linguisticae ». 
En 2023 il cofonde le collectif des Linguistes atterrées,.

## Jeunesse et études
Romain Filstroff est né le 30 novembre 1991 à Chaumont, dans le département de la Haute-Marne. Il fait notamment son cursus scolaire au lycée de Langres où il obtient un baccalauréat sciences et technologies industrielles (STI). Il fait une année en licence sciences du langage (SDL) à Nancy avant de se réorienter et de poursuivre ses études à l'université de Bourgogne dans la filière langues, littératures et civilisations étrangères et régionales (LLCER). Alors qu'il avait choisi l'anglais comme langue principale durant son enseignement secondaire, il étudie ensuite principalement l'allemand et fait une partie de ses études à Dijon en licence, puis à Vienne en Autriche pour commencer un master en « linguistique historique et indo-européenne » qu'il ne terminera pas.

## Travaux vidéo
Romain Filstroff crée sa chaîne YouTube « Linguisticae » et y publie sa première vidéo en février 2015. À travers ses vidéos, il tente d'aider son public à comprendre d'où viennent les mots, les langues, et comment le langage est fait et évolue tout en cassant certaines idées reçues bien ancrées dans la culture populaire,,,,. En 2018, la chaîne est en partie subventionnée par le CNC. 
La chaîne propose plusieurs formats de vidéos :
- Paye ton expression : dans ce format, il explique d’où viennent certaines expressions françaises en passant par l’étymologie des mots et leurs sens premiers mais il revient également sur les évolutions sémantiques qu'une expression (ou un mot de l’expression) a pu connaître au cours de l’histoire.
- Ma langue dans ta poche : ce format propose de réfléchir à des notions plus théoriques sur la langue et son usage, sur les normes langagières présentes qui diffèrent selon les pays, en partant du travail de Ferdinand de Saussure.
- Des racines et des langues : ici, il va davantage se concentrer sur une linguistique plus historique, notamment les langues de la famille indo-européenne, mais également sur l'archéologie, sur l'origine géographique des langues, etc.
- Lingua Franca, les langues construites : lancé en 2015, ce format s'intéresse aux différentes langues construites existantes comme le dothraki présent dans la série Game of Thrones, le wenja dans le jeu Far Cry Primal, le volapük, etc.
- Figure : cette série d'émissions s’inscrit dans le contexte de l'élection présidentielle de 2017, où il décrypte l'utilisation de figures de style dans les discours des candidats et leur objectif rhétorique.
- Mon apprentissage des langues : dans ces vidéos, il décrit les différentes méthodes d'apprentissage qu'il a suivies pour découvrir de nouvelles langues.
- Roumanie Vlog : ce format a été introduit sur sa chaîne fin mars 2017 lors de son voyage en Roumanie, où il a filmé cinq vidéos traitant de sa visite du pays en général, mais également du lien qu'ont les étudiants de ce pays avec le français.
- Douksavien : introduit le 8 mars 2018, il interprète dans ce format le Major Lingwista et traite de l'origine et l'évolution des noms de famille ou de villes et villages dans l'histoire en France.

À partir de 2019, Romain Filstroff est membre d'un collectif de vidéastes dans la série de vulgarisation scientifique Le Vortex produite par Arte et diffusée sur YouTube. En 2025, il met en lumière les raisons de son départ. Il indique avoir été progressivement écarté de la réalisation des saisons pour des raisons budgétaires et éditoriales, les saisons scénarisées coûtant « trop cher ». Il déplore ce changement, indiquant depuis, un effondrement des visionnages de la chaîne.

## Travaux thématiques

### Espéranto
En 2017, il réalise un reportage hebdomadaire sur l’espéranto en cinq épisodes dont le premier est publié pour la journée internationale de l’espéranto le 15 décembre 2017, jusqu'au 14 janvier 2018[source secondaire souhaitée].

### Langue construite
Le 6 décembre 2017, Filstroff annonce dans une vidéo sur sa chaîne YouTube qu'il a créé la langue « azazilúŝ » pour les besoins de Calls, une série produite par Canal+ diffusée à partir du 15 décembre 2017. Il la décrit comme une langue OVS possédant huit cas grammaticaux (dont un aversif, un cas uniquement employé par les mortels comme alternative à l'oblique pour désigner ce qu'ils craignent), une numération vicésimale et trois classes nominales (l'immortel, le mortel et le commun). Son vocabulaire est dérivé de langues antiques comme le sumérien, l'élamite, l'akkadien, le hittite ou encore le proto-indo-européen.

## Œuvres littéraires
- Romain Xmontezuma Filstroff, Les autres ne savent plus écrire, CreateSpace Independent Publishing Platform, 28 juillet 2017, 300 p. (ISBN 978-1-5467-0683-0).
- RF Monté, Les mots sont apatrides, Slatkine, 27 avril 2023, 365 p. (ISBN 978-2889441891).
- Les Linguistes atterrées, Le français va très bien, merci, Paris, Gallimard, coll. « Tracts » (no 49), 60 p. (ISBN 978-2-07-303669-8).